# Supermodel Me (mùa 4)
Mùa thứ tư của Supermodel Me hay (Supermodel Me: Femme Fatale) được phát sóng từ tháng 11 năm 2013 tới tháng 2 năm 2014, với địa điểm quay được chuyển từ Singapore sang Hong Kong.
Lisa Selesner, Ase Wang, Dominic Lau quay lại làm giám khảo cho mùa này còn Sharon Lim sẽ không còn là giám khảo nữa và sẽ thay thế cô là nhà tạo mẫu tóc Kim Robinson. Xuất hiện đặc biệt trong chương trình gồm có: Kevin Ou, Gordon Lam, Qi Qi, Queenie Chu, Jennifer Tse, Zing, Ananda Everedham, Carmen Soo, Alvin Goh.
Người chiến thắng của mùa giải này là Katherine Rigby, 22 tuổi đến từ Hong Kong. Cô giành được:
- Một hợp đồng người mẫu với một quản lí hàng đầu châu Á
- Xuất hiện trên 12 trang biên tập của tạp chí Prestige
- Sẽ là gương mặt đại diện cho Audi Fashion Festival 2014
- Giải thưởng tiền mặt trị giá S$35.000

## Các thí sinh
(Tuổi tính từ ngày dự thi)
| Đến từ      | Thí sinh         | Tuổi | Chiều cao              | Bị loại ở | Hạng |
| ----------- | ---------------- | ---- | ---------------------- | --------- | ---- |
| Philippines | Karina Curlewis  | 22   | 1,70 m (5 ft 7 in)     | Tập 1     | 12   |
| Trung Quốc  | Stephanie Shen   | 22   | 1,80 m (5 ft 11 in)    | Tập 2     | 11   |
| Thái Lan    | Chloe Lane       | 24   | 1,68 m (5 ft 6 in)     | Tập 3     | 10   |
| Malaysia    | Georgie Millar   | 23   | 1,73 m (5 ft 8 in)     | Tập 4     | 9    |
| Singapore   | Ashleigh Martin  | 22   | 1,70 m (5 ft 7 in)     | Tập 5     | 8    |
| Việt Nam    | Dominique Nguyễn | 24   | 1,71 m (5 ft 7+1⁄2 in) | Tập 7     | 7    |
| Ấn Độ       | Roelene Coleman  | 19   | 1,75 m (5 ft 9 in)     | Tập 8     | 6    |
| Nhật Bản    | Yumika Hoskin    | 23   | 1,74 m (5 ft 8+1⁄2 in) | Tập 9     | 5    |
| Việt Nam    | Lilly Nguyễn     | 19   | 1,72 m (5 ft 7+1⁄2 in) | Tập 10    | 4    |
| Trung Quốc  | Ying Liu         | 25   | 1,80 m (5 ft 11 in)    | Tập 12    | 3    |
| Singapore   | Sasha Quahe      | 19   | 1,74 m (5 ft 8+1⁄2 in) | Tập 12    | 2    |
| Hồng Kông   | Katherine Rigby  | 22   | 1,77 m (5 ft 9+1⁄2 in) | Tập 12    | 1    |

## Thứ tự gọi tên
| Thứ tự | Tập       | Tập       | Tập       | Tập       | Tập       | Tập       | Tập       | Tập       | Tập       | Tập       | Tập       |  |
| Thứ tự | 1         | 2         | 3         | 4         | 5         | 6         | 7         | 8         | 9         | 10        | 12        |  |
| ------ | --------- | --------- | --------- | --------- | --------- | --------- | --------- | --------- | --------- | --------- | --------- |  |
| 1      | Ying      | Katherine | Ying      | Lilly     | Lilly     | Katherine | Yumika    | Sasha     | Lilly     | Sasha     | Katherine |  |
| 2      | Roelene   | Lilly     | Katherine | Yumika    | Roelene   | Sasha     | Sasha     | Ying      | Katherine | Katherine | Sasha     |  |
| 3      | Katherine | Ying      | Ashleigh  | Sasha     | Ying      | Roelene   | Ying      | Katherine | Sasha     | Ying      | Ying      |  |
| 4      | Ashleigh  | Georgie   | Lilly     | Roelene   | Yumika    | Dominique | Lilly     | Yumika    | Ying      | Lilly     |           |  |
| 5      | Lilly     | Dominique | Roelene   | Ying      | Katherine | Ying      | Katherine | Lilly     | Yumika    |           |           |  |
| 6      | Sasha     | Ashleigh  | Dominique | Dominique | Dominique | Yumika    | Roelene   | Roelene   |           |           |           |  |
| 7      | Yumika    | Sasha     | Yumika    | Ashleigh  | Sasha     | Lilly     | Dominique |           |           |           |           |  |
| 8      | Chloe     | Chloe     | Sasha     | Katherine | Ashleigh  |           |           |           |           |           |           |  |
| 9      | Dominique | Yumika    | Georgie   | Georgie   |           |           |           |           |           |           |           |  |
| 10     | Georgie   | Roelene   | Chloe     |           |           |           |           |           |           |           |           |  |
| 11     | Stephanie | Stephanie |           |           |           |           |           |           |           |           |           |  |
| 12     | Karina    |           |           |           |           |           |           |           |           |           |           |  |

     Thí sinh bị loại.
     Thí sinh ban đầu bị loại nhưng được cứu.
     Thí sinh chiến thắng cuộc thi.
- Ở tập 6, Lilly là người tiếp theo bị loại, nhưng sau đó thì Lisa thông báo rằng là tuần này sẽ không có ai bị loại.
- Tập 11 là tập ghi lại khoảnh khắc của cuộc thi.

### Buổi chụp hình
- Tập 1: Trình diễn thời trang cho nhà thiết kế Ek Thongprasert
- Tập 2: Áo tắm trên du thuyền với người mẫu nam
- Tập 3: Đánh nhau theo cặp
- Tập 4: Ảnh chân dung cô gái mộng mơ và đầy bí ẩn
- Tập 5: Cặp đôi lưỡng tính
- Tập 6: Đồ lót trong tiệm cắt tóc (lấy cảm hứng từ Cô gái có hình xăm rồng)
- Tập 7: Ảnh chân dung 2 nhân cách
- Tập 8: Thời trang cao cấp trên tầng thượng của Hong Kong
- Tập 9: Nàng công chúa kịch tính với chiếc giày trên tay
- Tập 10: Tỏa sáng trên đường phố Vượng Giác
- Tập 12: Thời trang cổ tích trong rừng